# Вахранёв, Юлий Фёдорович
Юлий Фёдорович Вахранёв (20 июля 1932, пгт Монино Щёлковского района Московской области, СССР — 5 мая 2023, Бонн, Германия) — советский и украинский пианист, педагог. Кандидат искусствоведения (1971). Доктор искусствоведения (1993).

## Биография
В 1954 году окончил филологический факультет Харьковского государственного университета.
В 1958 году окончил Харьковскую государственную консерваторию (по классу профессора В. Б. Шапиро).
В 1969 году окончил аспирантуру при Киевской государственной консерватории по специальности «История и теория пианизма».
В 1971 году защитил кандидатскую дисентацию на тему «Фортепианные пьесы и циклы фортепианных пьес в творчестве украинских композиторов» (научный руководитель – А. Д. Алексеев).
В 1958-1971 преподавал в Донецком музыкальном училище.
В 1971-1998 преподавал в Харьковском институте искусств им. И. П. Котляревского (с 1971 – старший преподаватель, с 1974 – в должности доцента, с 1977 – доцент, в 1977-1987 – заведующий кафедрой специального фортепиано, с 1979 – в должности профессора, в 1988 – декан.
Параллельно преподавал в Харьковской средней специальной музыкальной школе-интернате.
Среди учеников – Гринченко-Чернявская (завершала обучение у Н. Ещенко), победительница Респ. осмотра-конкурса; М. Сомов, дипломант Международного конкурса им. Жозе Вианны да Мотты в Лиссабоне; М. Рудь, лауреат междунар. конкурсов; А. Тарабанов, лауреат международного конкурса и др.
Ю. Вахранев является автором ряда статей в сборниках и журналах, монографий, исследований по исполнительскому искусству, составителем и редактором изданий произведений украинских композиторов.
С 1998 года Ю. Ф. Вахранев проживал в Германии.

## Основные публикации
- Фортепианные этюды В. Косенко. Киев : Муз. Украина, 1970. 59 с.;
- Камерное фортепианное творчество украинских композиторов // Музыкальная культура Украинской ССР:
- сб. ст. / сост. Е. Алексеенко, И. Ляшенко; отв. ред. И. Лешенко. М.: Музыка, 1979. С. 368–379.

- К проблеме поэтики исполнительского искусства / Харьков. ин-т искусств им. И. П. Котляревского. Харьков: [б. и.], 1989. 446 с.;
- Исполнение музыки: (Поэтика). Харьков, 1994. 336 с.;
- Этюды ор. 10 Ф. Шопена: (Справочник) / Ю. Ф. Вахранев, Г. Д. Сладковская. Харьков, 1996. 153 с.;
- Украинская советская фортепианная музыка [Ноты]: хрестоматия. В 5 т. Т. 1. Ч. 1/Сост., ред., предисл. и примеч. Ю. Ф. Вахренева. Киев: Музыкальная Украина, 1974;
- Украинская советская фортепианная музыка: хрестоматия. В 5 т. Т. 1. Ч. 2/ред.-сост. Ю. Вахранев. Киев :
- Музыкальная Украина, 1975. 103 с.; Украинская советская фортепианная музыка: хрестоматия: В 5 т. Т. 2. Ч. 1 / Сост., ред., предисл. и примеч. Ю. Ф. Вахренева. Киев: Музыкальная Украина, 1979;

- Украинская советская фортепианная музыка: Хрестоматия. В 5 т. Т. 2. Ч. 2/Сост., ред., предисл. и примеч.
- Ю. Ф. Вахренева. Киев : Муз. Украина, 1981. 127 с.;

- Украинская советская фортепианная музыка: Хрестоматия. В 5 т. Т. 2. Ч. 3 / Сост., муз. ред., авт. предисл. Ю. Вахренева. Киев : Музыкальная Украина. 1986. 112 с.